# Trierer Straße (Thomm)

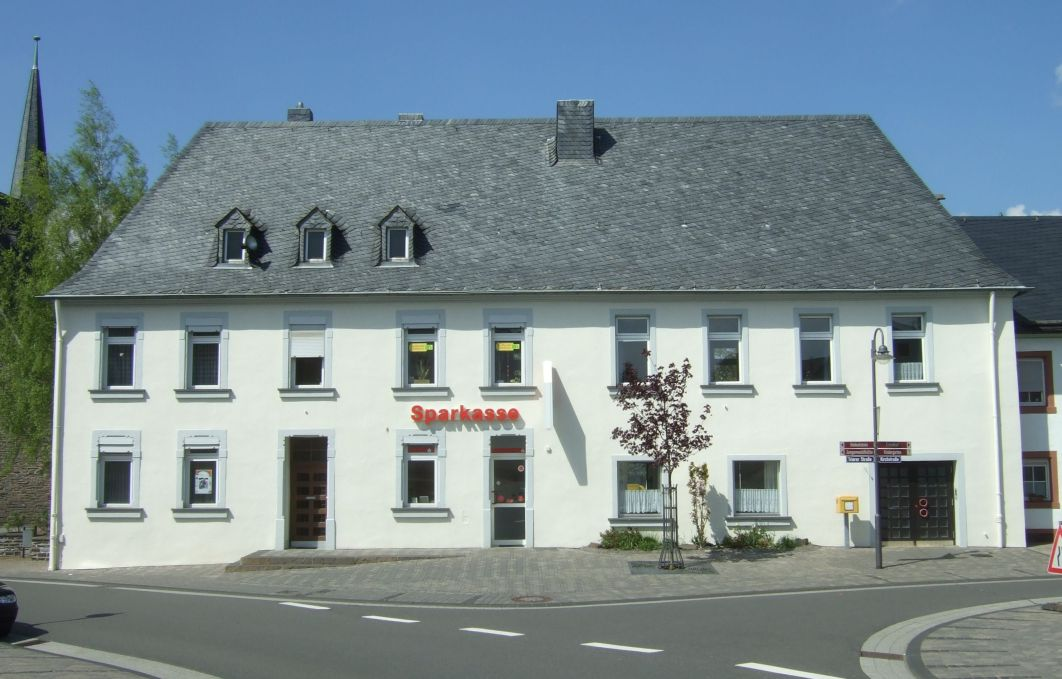
Haus der Gemeinde im alten Pfarrhaus in der Trierer Straße 1

Die Trierer Straße ist eine Innerortsstraße in der Ortsgemeinde Thomm im rheinland-pfälzischen Landkreis Trier-Saarburg.
Sie bildet zusammen mit der Kapellenstraße und dem Waldracher Weg
die Kreisstraße 82 in der Ortslage.
Bis zum Bau der neuen Bundesstraße 52 Anfang der 1970er Jahre bildete sie auf ihrer gesamten Länge zusammen mit der Kapellenstraße die Hauptdurchgangsstraße von Thomm.
Der Name der Straße kommt von der nahe gelegenen Großstadt Trier an der Mosel.
Das alte Pfarrhaus in der Trierer Straße 1 wird heute als Haus der Gemeinde genutzt.
Die Kirchenausstattung im Neubau der katholischen Pfarrkirche St. Pauli Bekehrung in der Trierer Straße 3,
bestehend aus einer barocken Muttergottes und einem Kreuzweg um 1900, wird in der Denkmalliste des Landes Rheinland-Pfalz geführt.
Der Architekt der neuen Kirche war Baurat Vogel aus Trier.
Die Trierer Straße verläuft von der Ortsmitte in westlicher Richtung durch den Ort.
Sie führt zu einer Barbara-Statue am Pergenborn und weiter zum Sportplatz und zum Neubaugebiet Auf der Heide.
Eine alte Trasse führt noch in Richtung der heutigen Landesstraße 151.
In der Trierer Straße befindet sich ein Dorfladen mit Bäckerei, früher war dort das Gasthaus Keiserhof.
Eine Bushaltestelle bedient verschiedene Linien zwischen Trier Hbf und Hermeskeil bzw. Bahnhof Türkismühle.
Galerie

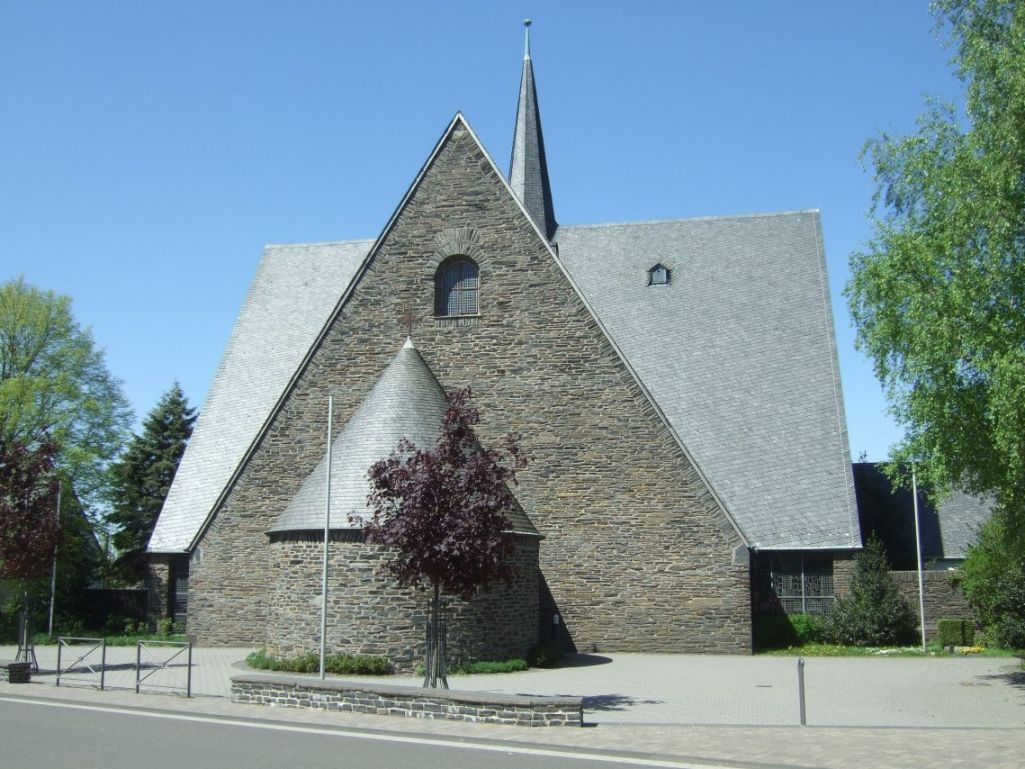
Neue Kirche
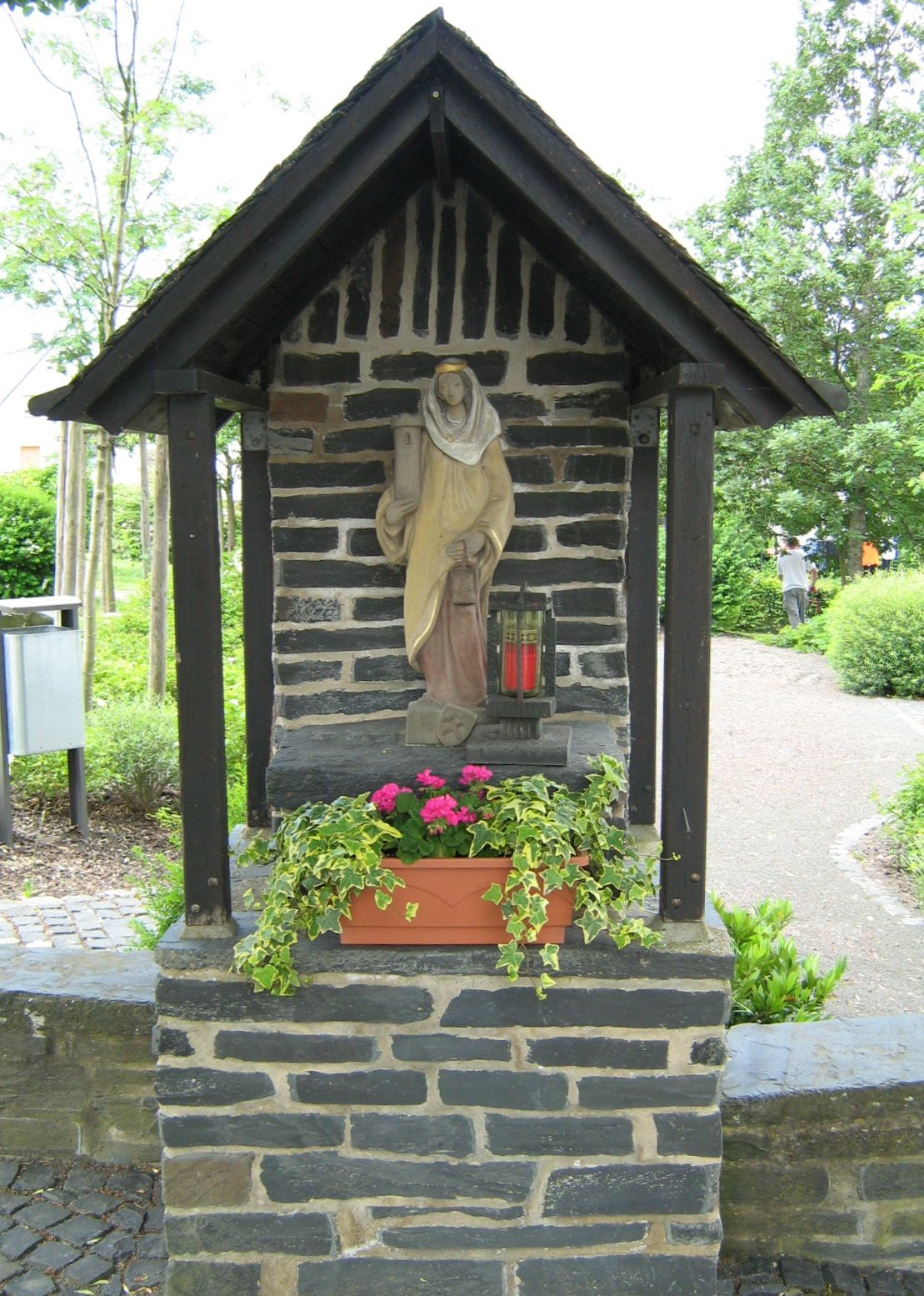
Barbarastatue
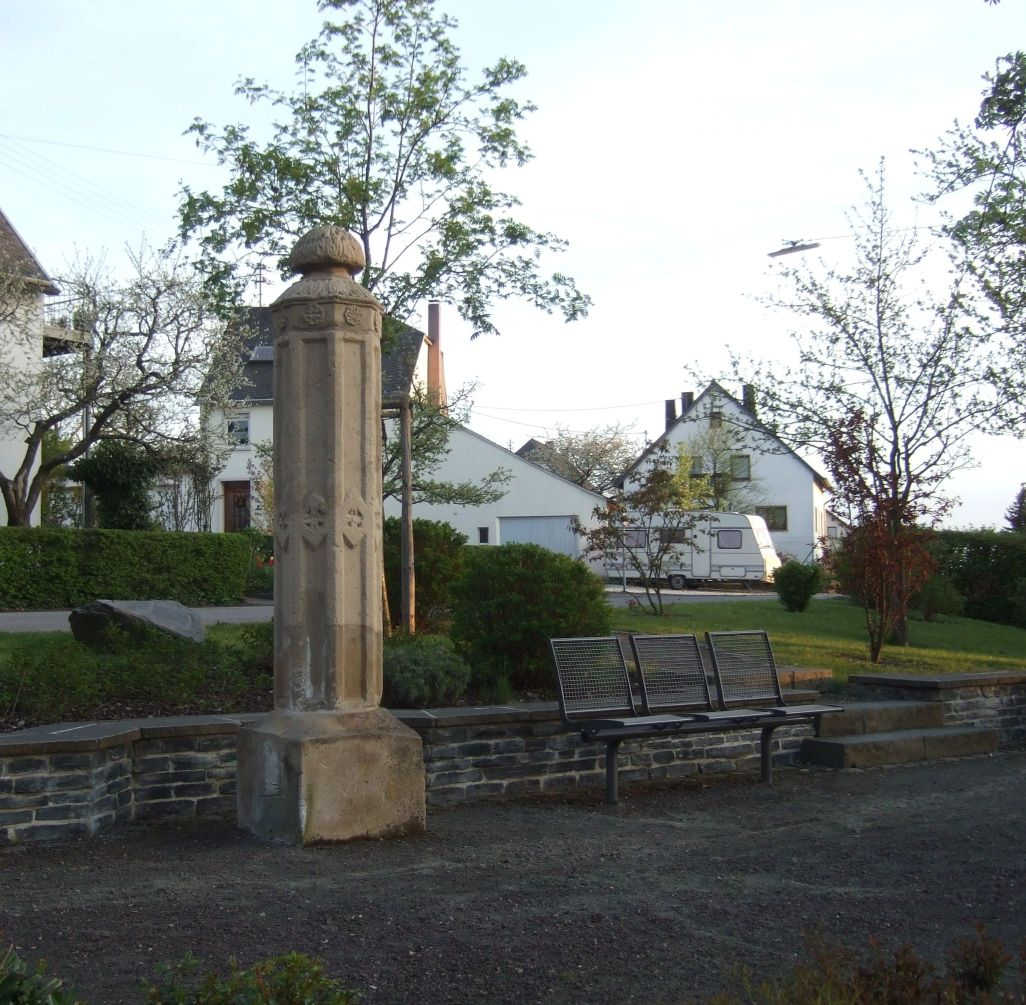
Pergenborn
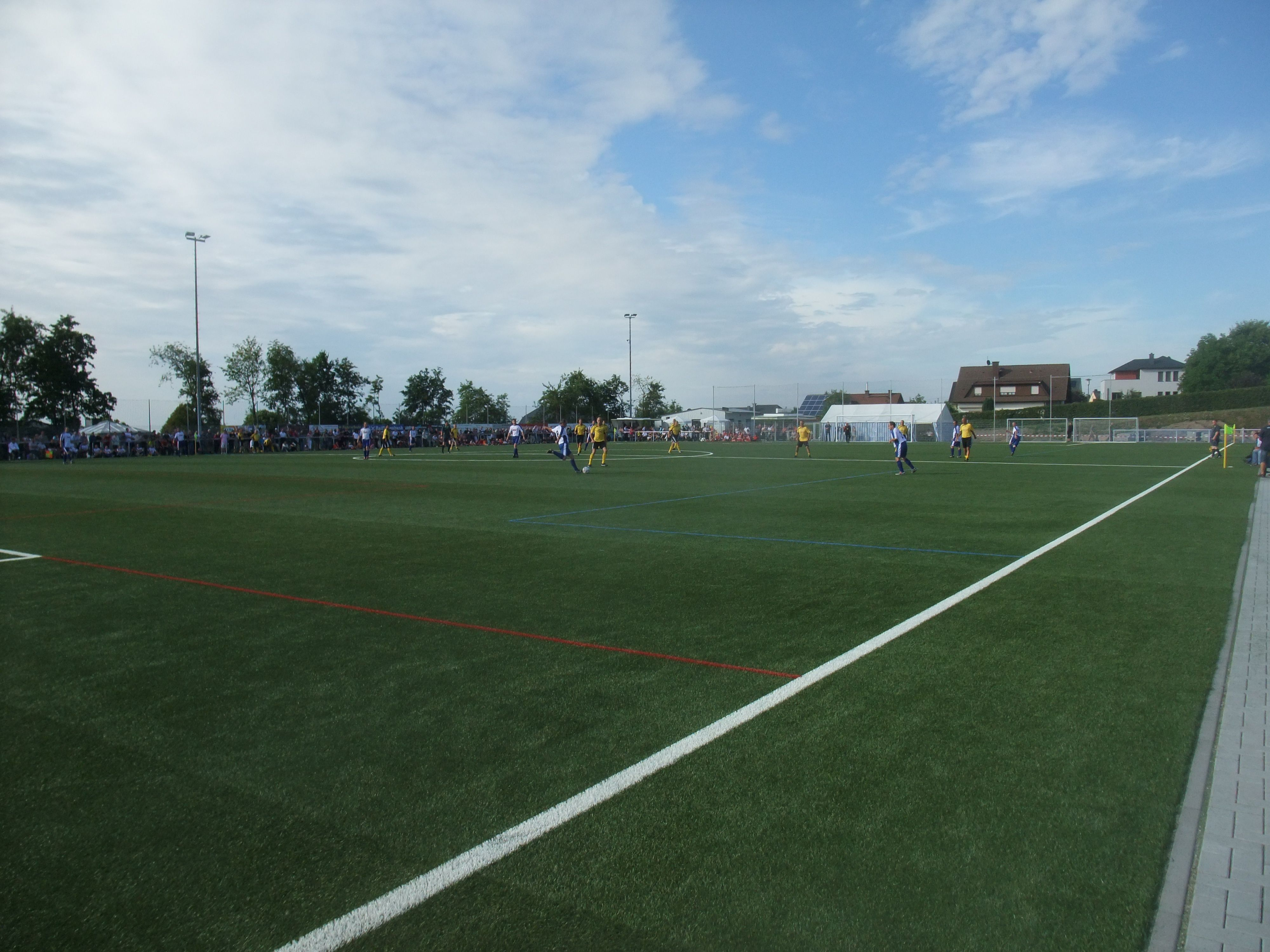
Kunstrasensportplatz